# 전개걸
전개걸(全開ガール 젠카이걸[*], Full Throttle Girl)은 2011년 7월 11일부터 같은 해 9월 19일까지 방송 된 아라가키 유이 주연의 후지 TV 월요일 밤 9시 드라마이다.

## 개요
주연 아라가키 유이는 《코드 블루 -닥터헬기 긴급구명- 2nd season》 이후 처음으로 출연하는 연속 드라마이며, 단독 주연을 맡은 첫 드라마이기도 하다.
니시키도 료, 렌부츠 미사코, 야쿠시마루 히로코의 게츠쿠 첫 출연작이며, 다케우치 리키는 1992년 《너를 위해서 할 수 있는 것》 이후 19년만에 출연하는 게츠쿠이다.
캐치카피는 돈 없음, 학벌 없음, 육아남들의 별? 그런 남자, 관심 없거든요!.

## 줄거리
국제변호사를 꿈꾸는 '아유카와 와카바'는 '사메지마사쿠라카와법률사무소'에 취직하지만, 변호사 사무실에서 처음 의뢰 받은 일은 사무소장 '사쿠라카와 쇼코'의 유치원생 딸 '히나타'의 뒤치다꺼리. 어린이는 물론 육아가 너무 싫은 와카바지만 어쩔 수 없이 뒤치다꺼리를 하게 된다.
그리고 최악의 만남은 와카바가 가장 싫어하는 돈 없고, 학벌 없는 남자 '야마다 소타'와의 재회. 아이들 때문에 싫어도 얼굴을 부딪히는 두 사람. 하지만 자신의 이상과는 정반대인 소타와 엮이면서 와카바는 성장해 간다.

## 등장 인물

### 주요 인물
- 아유카와 와카바(24) - 아라가키 유이 (어린 시절 : 야나기마치 카하나)

야마가타 가난뱅이의 딸이자 사메지마사쿠라카와법률사무소 신입 변호사.
아버지의 빚 때문에 가난한 어린 시절을 보냈다. 아버지처럼은 살지 않겠다는 일념으로 필사적인 공부 끝에 사법 시험도 재수 없이 한 번에 합격했다.
연봉 100억 엔의 국제변호사가 목표. 때문에 어린이를 싫어하지만 어쩔 수 없이 베이비 시터를 시작한다.
이것저것 꼬인 것을 싫어하는 완벽주의자이며, 생각한 것은 시원하게 내뱉는 성격. 원하는 것을 위해서라면 노력은 아끼지 않는다.
국제변호사의 길만 보고 한결같이 공부해 온 와카바는 연애 경험이 전혀 없다. 그러나 미래에는 부자와 결혼하는 것이 꿈. 그런 와카바에게 소타는 눈곱만큼의 매력도 없는 남자이며, -1000점으로 평가하고 무시한다.
어릴 때는 빨간 츄리닝에 안경, 양갈래 머리 스타일로 모 드라마의 여성 교사와 같은 모습을 하고 있고, 성인이 된 지금도 빨간 츄리닝을 입는다.
- 야마다 소타(27) - 니시키도 료

정식당 '루 사토' 주방장. 프랑스 요리 셰프를 꿈꾼다.
사람들에게 쉽게 속지만 어리바리하고 긍정적이라 우울해하지 않는 성격이다.
전처가 남겨두고 간 아들 '비타로'의 양육과 일, 어느 것 하나 소홀하지 않으며, 다른 아이들까지 잘 보살펴 '이쿠멘의 별' 혹은 '자원봉사 이쿠멘'으로 평판이 나있다.
와카바의 무시에 되려 주위 육아남들이 격노하지만, 서서히 와카바에게 끌린다.

### 사메지마사쿠라카와법률사무소
- 사쿠라카와 쇼코(46) - 야쿠시마루 히로코

사메지마사쿠라카와법률사무소장.
와카바에게 베이비 시터를 맡긴다.
와카바와 똑같이 고생하고 노력해 지금의 자리에 올랐기 때문에 겉으로 표내지는 않지만 와카바를 걱정하고 있다.
- 시오타 소요코(24) - 렌부츠 미사코

쇼코의 비서.
또래인 와카바를 통해 육아남들과 친해지고, 특이한 매력을 가진 소타를 좋아하게 된다.
- 쿠조 미카(30) - 아오야마 노리코

사메지마사쿠라카와법률사무소 변호사.
어떤 일이든 완벽하게 처리하는 모습에 와카바가 동경했던 인물.
- 모리스 사코타 - 사토 지로

사메지마사쿠라카와법률사무소 중견 변호사.
- 신도 쿄이치(31) - 히라야마 히로유키

와카바의 남자 등급 Aaa (트리플 에이)를 받은 사메지마사쿠라카와법률사무소 변호사.

### 미츠바노모리 어린이집
- 사쿠라가와 히나타(5) - 타니 카논

쇼코의 딸.
5살 치고는 어른스럽고 쿨한 성격. 그러나 한편으로는 바쁜 엄마 쇼코 때문에 외로워 한다.
비타로와 같은 어린이집에 다니는 친구. 와카바보다 아기 기저귀 가는 데 능숙하다.
- 야마다 에미타로 / 비타로(5) - 다카기 세라이

쇼타의 아들. 소타의 전처 아이다.
소타의 사랑을 충분히 받고 자랐다. 히나타와 같은 어린이집에 다니는 친구.
원래 이름은 웃음소(笑)를 써서 에미타로이나, 항상 비-비-(일본어표현으로 빽빽대며) 운다고 해서 비타로로 불림.
- 하야시 코바토 - 이구치 코코

하야시 사마오의 딸.
- 차보 주니어(5) - 아오키 케이토

토리이 히로시 (차보)의 아들.
- 니시노 텟페이(5) - 쿠로다 히로유키

니시노 켄타로의 아들.
- 하나무라 진(46) - 다케우치 리키

미츠바노모리 어린이집 원장.
- 하나무라 우라라(25) - 카이토 아이코

진의 딸이자 미츠바노모리 어린이집 교사.

### 육아남 친구 (루 사토)
- 니시노 켄타로(28) - 스즈키 료헤이

소타의 육아 친구이며, 소타를 존경한다. 완구공장 직원.
- 토리이 히로시 / 차보(36) - 미나가와 사루토키

소타의 육아 친구이며, 소타를 존경한다. 구청에 근무하는 공무원.
- 하야시 사마오(34) - 아라카와 요시요시

극단 배우이자 소타의 육아 친구.
- 루 사토 점장 - 스가 토미오

- 단골 - 다나카 마모루, 쿠라우치 히데키

### 그 외
- 아유카와 히사오 - 칸베 히로시

와카바의 아버지.
- 리리카 - 아사미 레이나

소타의 전처이자 비타로의 친어머니. 소타에게 돌아와 뉴욕에서 새로 시작하자고 한다.
- 쿄이치 어머니 - 나미 에츠코

저명한 음악가. 순수하게 음악에 대한 감상을 이야기하는 와카바를 마음에 들어한다.
- 빚쟁이 - 오자와 히토시, 토다 싱고

### 게스트
제1화
- 변호사 - 우에키 키요히코

와카바의 남자 등급 Caa, 비만으로 자기 관리 능력이 없어 보인다.
- 변호사 - 치바 페이튼

와카바의 남자 등급 Ca, 5년 후 대머리 기질이 있다.
- 사회자 - 미야세 마유코

Smith & Clark Law Firm Welcome Party 2011.
- 이와데라 마사시, 카야마 이타루

Smith & Clark Law Firm 와카바가 내정되었던 국제 변호사집단 외국계 기업.
사메지마사쿠라카와법률사무소재판으로 패배하고 일본에서 철퇴한다.
- 역무원 - 도이 요시오

소타를 치한이라고 착각해 역무소로 데리고 간다.
- 기자 - 사쿠라다 세이코

- 의사 - 사코다 타카야

아나필락시스 쇼크로 쓰러진 히나타를 진료한다.
제2화
- 거래처 (Brighton Holdings) - 카몬 료

의약품, 완구, 스포츠 용품 등을 취급하는 라이프 스타일의 세계 브랜드. 회의 중 와카바의 머리카락에 밥풀이 붙어 있는 것을 지적하자, "귀사의 떡방아 기계 효과를 시험해 봤다."는 와카바의 말에 웃는다.
제3화
- 미츠바노모리 어린이집 보호자 - 쿠마기리 아사미, 야마다 키누오, 에다모토 모에, 오타 미에

여름철 교육의 일환으로 열리는 주 1회 진흙 놀이에 반대한다.
- 소송상대 - 미나미 아리사

Brighton Holdings의 인라인 스케이트를 타다 부상을 입고 소송을 건 모자 (母子). 신도와 쿠조가 한참 애먹은 상대를 와카바가 5분만에 해결한다.
제4화
- Maison Paul Bocuse 요리사 - 오호리 코이치

소타가 일했던 고급 프렌치 레스토랑의 요리사.
제5화
- 이나 - Yana B
- 미샤 - Jenny S

사메지마사쿠라가와 법률사무소에서 일하는 러시아인 패러리걸. 소요코가 주선한 미팅에서 육아남들과 어울린다.
- 호리 유키

우라라의 맞선 상대.
제6화
- 미츠바노모리 어린이집 원아 - 이하라 료카, 요시야마 카렌

생활 발표회에서 어린이집 아이들과 《잠자는 숲 속의 공주》를 연기한다.
제7화
- 댄스 강사 - Ramiah

리리카를 지도 한 댄스 강사. 뉴욕에서 함께 일을 해보자고 한다.
제9화
- 말하는 하마 다베타로 - 히코마로 (목소리)

입에 먹이를 올리면 말하는 목각 장난감. "오물오물. 입 속에 퍼지는 식감, 맛의 IT 혁명이야.", "행복이란 자신의 마음이 정하는 것, 좋은 말이야." 등의 말을 할 줄 안다.
제10화
- Nathan Deremer - John o.

Brighton Holdings의 새로운 CEO. 탁상 머니 게임 밖에 모르는 비지니스 맨이다.
창업자인 회장 AJ Pesakov가 내 건 All For Children”s Smiles라는 경영 이념은 전혀 관심 없는 영리주의자.
제11화
- 사메지마 다다요 - 가라사와 민켄

사쿠라가와의 공동 경영자. Smith & Clark의 외국계 변호사 사무소와의 합병에 합의한다.
- 동급생 - 모리 코코

히나타와 같은 초등학교에 입학한 친구.
- 변호사 - 다쿠보 잇세이

와카바가 이직한 변호사 사무실 선배.

## 제작진
- 각본 - 요시다 도모코
- 음악 - Face 2 fAKE
- TD - 다카츠 요시히데
- 촬영 - 카와다 마사유키, 카와고에 카즈나리
- 조명 - 스즈키 토시오
- 녹음 - 키타무라 타츠로
- 영상 - 아베 토모유키
- VTR - 오카무라 료
- 스테디 캠 - 사코 아키라
- 편집 - 마츠오 코야
- 라인 편집 - 오가타 이즈미
- HD 이펙트 - 다카오카 나오키
- 선곡 - 후지무라 요시타카
- 음향효과 - 우에다 마리카
- MA - 이치무라 토시오
- 기술 프로듀서 - 스가와라 미츠히로
- 미술 프로듀서 - 사사키 준코
- 디자인 - 아베키 요지
- 미술진행 - 모리타 노부유키
- 대도구 - 니시다 유이치
- 조작 - 야지마 모토유키
- 건구 - 후나오카 히데아키
- 장식 - 모테키 유타카
- 특도구 - 우에다 에리코
- 의상 - 다나카 마유미
- 스타일리스트 - 니시 유리코, 요시다 유키, 노무라 마사시
- 메이크업 - 나가나와 마유미, 키네부치 요코, 쿠라타 아케미
- 시각효과 - 다나카 노리유키
- 전기 장식 - 데라다 유타카
- 아크릴 장식 - 시라세 아츠시
- 생화장식 - 마키시마 미에
- 식목장식 - 고토 켄
- 소도구인쇄 - 이시바시 호마레
- 푸드 스타일리스트 - 스미카와 케이코
- VFX 프로듀서 - 후지카와 요스케
- VFX - 스즈키 텟페이
- CG - 미츠카 아츠시
- 타이틀백 - 다카노 요시마사
- 타이틀 로고 - 스태프★커뮤니케이션
- 편성 - 조노 마사토
- 홍보 - 마사오카 타카코
- 선전 - 다카기 신스케
- 스틸 - 세이 요시아키
- 홈페이지 - 스노우치 타츠야
- 조리지도 - 츠지초그룹교
- 방언지도 - 타다 미에
- 보육지도 - 토쿠다 코스모
- 협력 - VASC, 미도리야마 스튜디오 CD, inup
- 스케줄 - 도 코지
- 조연출 - 세키노 무네노리, 이와시로 류이치
- 제작담당 - 아사이 요이치
- 제작주임 - 야마기시 사키에, 이와사키 아이코, 이마이 세이
- 제작통괄 - 히키치 카츠유키
- 기록 - 온다 카즈요
- 보조 프로듀서 - 카와라이 후미코
- 프로듀서 - 와카마츠 히로키, 시미즈 카즈유키
- 연출 - 다케우치 히데키
- 제작 - 후지 TV

## 주제가
- 오프닝 : Every Little Thing / 사랑이 있어
- 엔딩 : 칸자니∞ / 츠부사니코이

## 방송일·부제·시청률
| 각 화                                                      | 방송일          | 부제                                                                                             | 연출              | 시청률 |
| ---------------------------------------------------------- | --------------- | ------------------------------------------------------------------------------------------------ | ----------------- | ------ |
| 제1화                                                      | 2011년 7월 11일 | 역사의 시작이 키스가 아니라는 것을 증명하겠어! キスから何も始まらない事証明してやる!             | 다케우치 히데키   | 14.6%  |
| 제2화                                                      | 2011년 7월 18일 | 키스같은 거 한 적 없어! 절대로 キスなど身に覚えがありません!絶対に                               | 다케우치 히데키   | 9.8%   |
| 제3화                                                      | 2011년 7월 25일 | 이제 그 꺼림칙한 키스의 기억도 지울거야 これであの忌わしいキスの記憶も消える                     | 다니무라 마사키   | 12.7%  |
| 제4화                                                      | 2011년 8월 1일  | 당신은 나에게 있어 재난같은 존재입니다! あなたは私にとって災いです!                              | 가와무라 야스히로 | 11.9%  |
| 제5화                                                      | 2011년 8월 8일  | 이게 내 진심? 그렇구나, 내가 좋아하는 사람은... これが私の素直な気持ち? そうか私が好きな人は     | 다니무라 마사키   | 11.8%  |
| 제6화                                                      | 2011년 8월 15일 | 정면돌파하자! 첫 고백이니까 正面突破でいこう! 人生初の告白だから                                 | 세키노 무네노리   | 12.5%  |
| 제7화                                                      | 2011년 8월 22일 | 좋은 사람도, 육아남도 아닌 비열한 어른일 뿐입니다 良い人でもイクメンでもないずるい大人なんです   | 가와무라 야스히로 | 13.1%  |
| 제8화                                                      | 2011년 8월 29일 | 아버지의 마음에 눈물! 잠시만 이렇게 있을게요 父の思いに涙! 今だけ今だけはこうさせて下さい        | 다케우치 히데키   | 10.7%  |
| 제9화                                                      | 2011년 9월 5일  | 당신은 그녀의 미래에 방해되는 존재야! 彼女の将来のためには、君の存在が邪魔なんだ!                | 가와무라 야스히   | 12.4%  |
| 제10화                                                     | 2011년 9월 12일 | 각자의 길을 가는 두 사람! 왜인지 눈물이 멈추지 않아 各々の道を行く二人! 何でだか涙が止まらなくて | 다니무라 마사키   | 12.8%  |
| 제11화                                                     | 2011년 9월 19일 | 감동의 결말! 다시 한 번 내 자신을 마주하자 感動の結末! もういっぺん己の向き合ってみろ            | 다케우치 히데키   | 12.6%  |
| 평균 시청률 12.26% (시청률은 간토 지방 비디오 리서치 조사) |                 |                                                                                                  |                   |        |

- 제1화는 방송 시간이 15분 연장 (21:00 ~ 22:09) 되어 방송.
- 제2화부터는 지상파 아날로그 방송이 종료된다.[2]
- 후지 TV 월요일 밤 9시 드라마 중 한 자릿수 시청률은 2009년 4분기 《결혼활동!》과 전작 《행복해지자》 이후 3번째 작품이다.
- 단 한 회도 15%를 넘지 못한 것은 전전작 《소중한 것은 전부 네가 가르쳐 주었어》에 이은 2번째 작품이다.

## 관련 상품
O.S.T.
- 전개걸 Original Sound Track (2011년 9월 7일 발매, 포니캐년)

DVD·Blu-ray
- 전개걸~디렉터스 컷~ DVD-BOX:23,940엔 (2012년 1월 18일 발매 예정, 포니캐년)
- 전개걸~디렉터스 컷~ Blu-ray BOX:29,610엔 (2012년 1월 18일 발매 예정, 포니캐년)